# Latisternum pulchrum
Latisternum pulchrum là một loài bọ cánh cứng trong họ Cerambycidae.